# Bautzen
Bautzen (în limba sorabă de sus Budyšin) este un oraș situat în landul Saxonia din R.F.G.). La 31 octombrie 2005 avea o populație de 42.199 de locuitori. Suprafața orașului era de 66,63 km². Bautzen este situat pe râul Spree.
Orașul este amplasat în Teritoriile de așezări sorabe ancestrale.

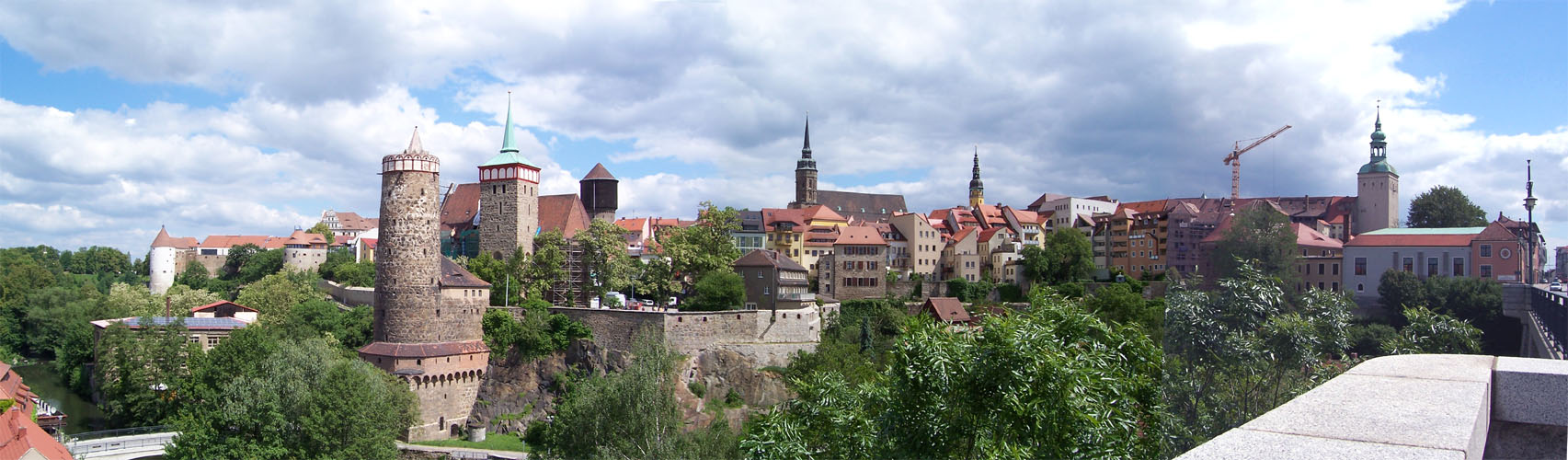
Bautzen

Ducatul Poloniei 1002–1025

 Regatul Poloniei 1025–1032

 Marca de Meissen 1032–1253

 Margrafiatul Brandenburg 1253–1319

 Regatul Boemiei 1319–1469

 Regatul Ungariei 1469–1490

 Regatul Boemiei 1490–1635

 Principatul Saxoniei 1635–1697

 Polonia–Saxonia 1697–1706

 Principatul Saxoniei 1706–1709

 Polonia–Saxonia 1709–1763

 Principatul Saxoniei 1763–1806

 Regatul Saxoniei 1806–1871

 Imperiul German 1871–1918

 Republica de la Weimar 1918–1933

 Imperiul German 1933–1945

 Zonele aliate de ocupație din Germania 1945–1949

 Republica Democrată Germană 1949–1990

 Republica Federală Germană 1990–prezent 

## Personalități marcante
- Hermann Lotze (1817 - 1881), filozof;
- Friedrich Otto Wünsche (1839 - 1905), biolog;
- Gabriela Maria Schmeide (n. 1965), actriță.